# The King Is Coming
The King is Coming é o quinto álbum lançado por Saving Grace.

## Faixas
Saving Grace
1. "The King is Coming" - (2:26)
2. "Shekinah" - (3:50)
3. "The First Woe" - (2:05)
4. "Cross Contamination" - (2:21)
5. "Deathless" - (3:10)
6. "Man of Sorrows (The Funeral Dirge)" - (2:18)
7. "The Eye of the Storm Part III" - (2:00)
8. "Habakkuk" - (3:05)
9. "Kefirah" - (4:27)
10. "Beware The Apostates" - (2:47)
11. "Revelation 6" - (3:40)
12. "With Lifted Eyes" - (4:19)

Total de Tempo: 36:10

## Videografia
- Shekinah